# Karl Greib
Karl Greib (* 5. September 1899 in Amöneburg; † 24. April 1976 in Bad Kissingen) war ein deutscher Politiker (CSU).

## Leben und Beruf
Greib absolvierte die Volksschule in seinem Heimatort Amöneburg und besuchte nach einem Praktikum in einer Baufirma die Baufachschule. 1917/18 nahm er als Soldat am Ersten Weltkrieg teil. Nachdem er 1923 die Christlich-Soziale Schule in Königswinter besucht hatte, arbeitete er als Gewerkschaftssekretär für die christlichen Gewerkschaften in Frankfurt am Main, Aschaffenburg und ab 1925 in Würzburg, wo er auch dem Verwaltungsbeirat des örtlichen Arbeitsamtes und dem Sozialbeirat des Kreistages angehörte. Nach der Zerschlagung der Gewerkschaften durch die Nationalsozialisten im Mai 1933 verlor er diese Tätigkeiten und war zunächst bei einer Versicherung tätig, bevor er sich 1934 mit einem Lebensmitteleinzelhandel selbständig machen konnte. Von 1939 bis 1945 war er Soldat im Zweiten Weltkrieg.
Seit 1946 war Greib Vorsitzender des unterfränkischen Einzelhandelsverbandes und gehörte auch dem Vorstand des Landesverbandes des Bayerischen Einzelhandels an. Er war zudem Präsidialratsmitglied beim Hauptverband des Deutschen Einzelhandels.
Am 9. Mai 1961 wurde er auf Vorschlag des Bayerischen Ministerpräsidenten mit dem Bayerischen Verdienstorden ausgezeichnet.

## Partei
Greib gehörte nach Kriegsende zum Mitarbeiterstab Adam Stegerwalds und beteiligte sich an der Gründung der CSU in Unterfranken, deren Geschäftsführer er zunächst auch wurde. 1949 übernahm er den Vorsitz des unterfränkischen Bezirksverbandes, den er bis 1957 führte. Gleichzeitig gehörte er auch dem Landesvorstand der Christsozialen an. Greib war als Delegierter des Bayerischen Landtags Mitglied der ersten Bundesversammlung, die 1949 Theodor Heuss zum ersten deutschen Bundespräsidenten wählte.

## Abgeordneter
Von 1950 bis 1962 gehörte Greib dem Bayerischen Landtag an. Von 1958 bis 1962 war er stellvertretender Vorsitzender des Ausschusses für Wirtschaft und Verkehr des Landtages. Er setzte sich insbesondere für die Verbesserung der Straßenverhältnisse in Unterfranken ein, da die schlechten Straßen seiner Ansicht nach vor allem den Fremdenverkehr beeinträchtigten. Daneben war er von 1952 bis 1954 auch Mitglied des Bezirkstages Unterfranken.